# Cerkiew św. Włodzimierza Wielkiego w Krynicy-Zdroju
Cerkiew pod wezwaniem św. Włodzimierza Wielkiego – prawosławna cerkiew parafialna w Krynicy-Zdroju. Należy do dekanatu Krynica diecezji przemysko-gorlickiej Polskiego Autokefalicznego Kościoła Prawosławnego.

## Położenie
Świątynia znajduje się w obrębie osiedla Krynica Dolna, przy ulicy św. Włodzimierza.

## Wiadomości ogólne
Cerkiew murowana, wzniesiona w latach 1983–1996. Konsekrowana 8 września 1996. Wewnątrz świątyni znajduje się ikonostas i kilka ikon, a w przedsionku – zabytkowy obraz ze sceną sądu Chrystusa oraz wycięta z drewna scena Ukrzyżowania, pochodząca prawdopodobnie ze zwieńczenia ikonostasu. Wieża-dzwonnica została zwieńczona kopułą 1 czerwca 2016 (jest to siódma kopuła na cerkwi); całkowita wysokość wieży wynosi od tego czasu 46 m i tym samym cerkiew św. Włodzimierza jest najwyższą budowlą w mieście.
W krypcie świątyni (gdzie planowane jest urządzenie dolnej cerkwi noszącej wezwanie Świętych Cyryla i Metodego), pochowany został pierwszy ordynariusz diecezji przemysko-nowosądeckiej, arcybiskup Adam (Dubec) (zm. 2016).

## Galeria

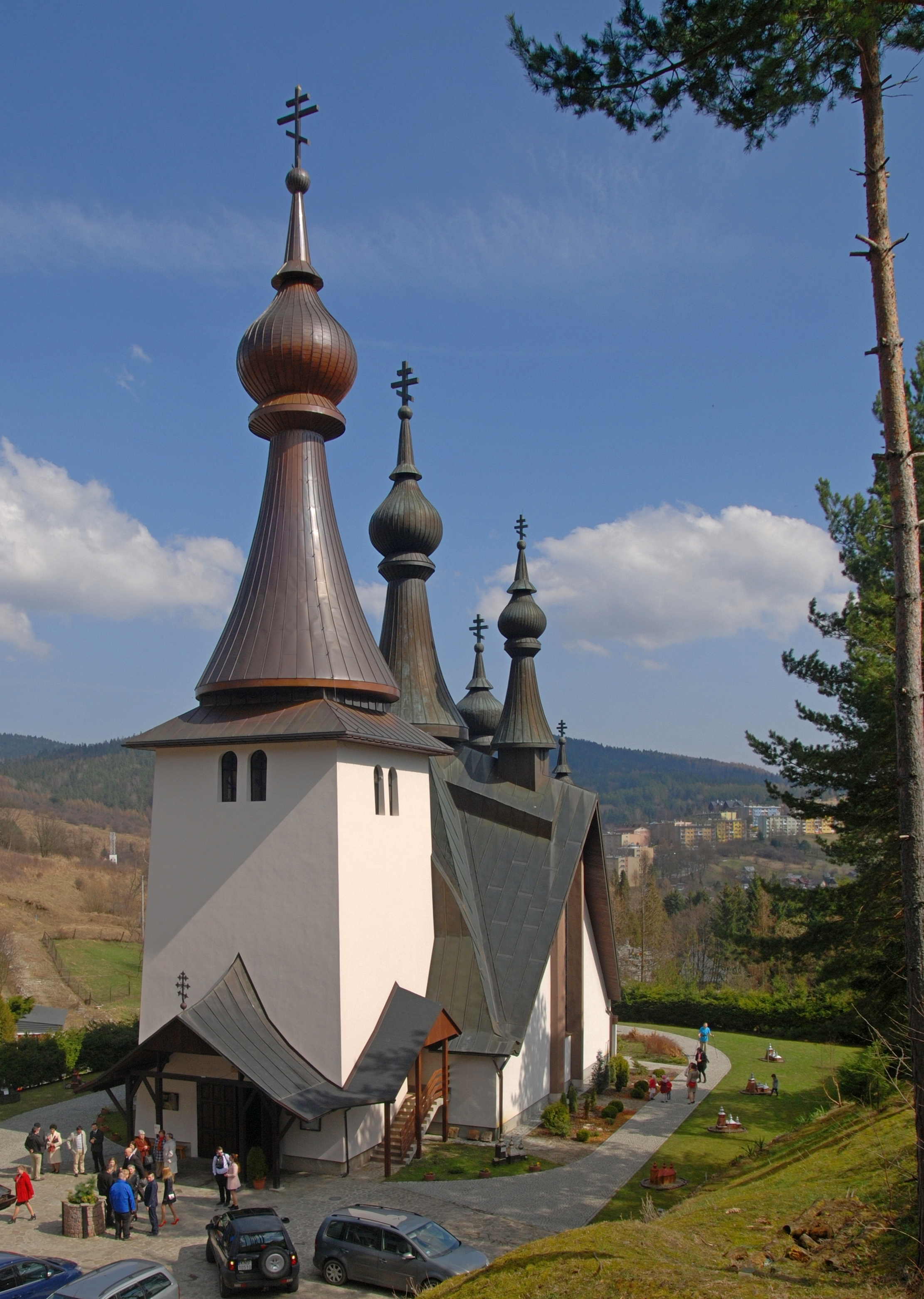
Elewacja frontowa
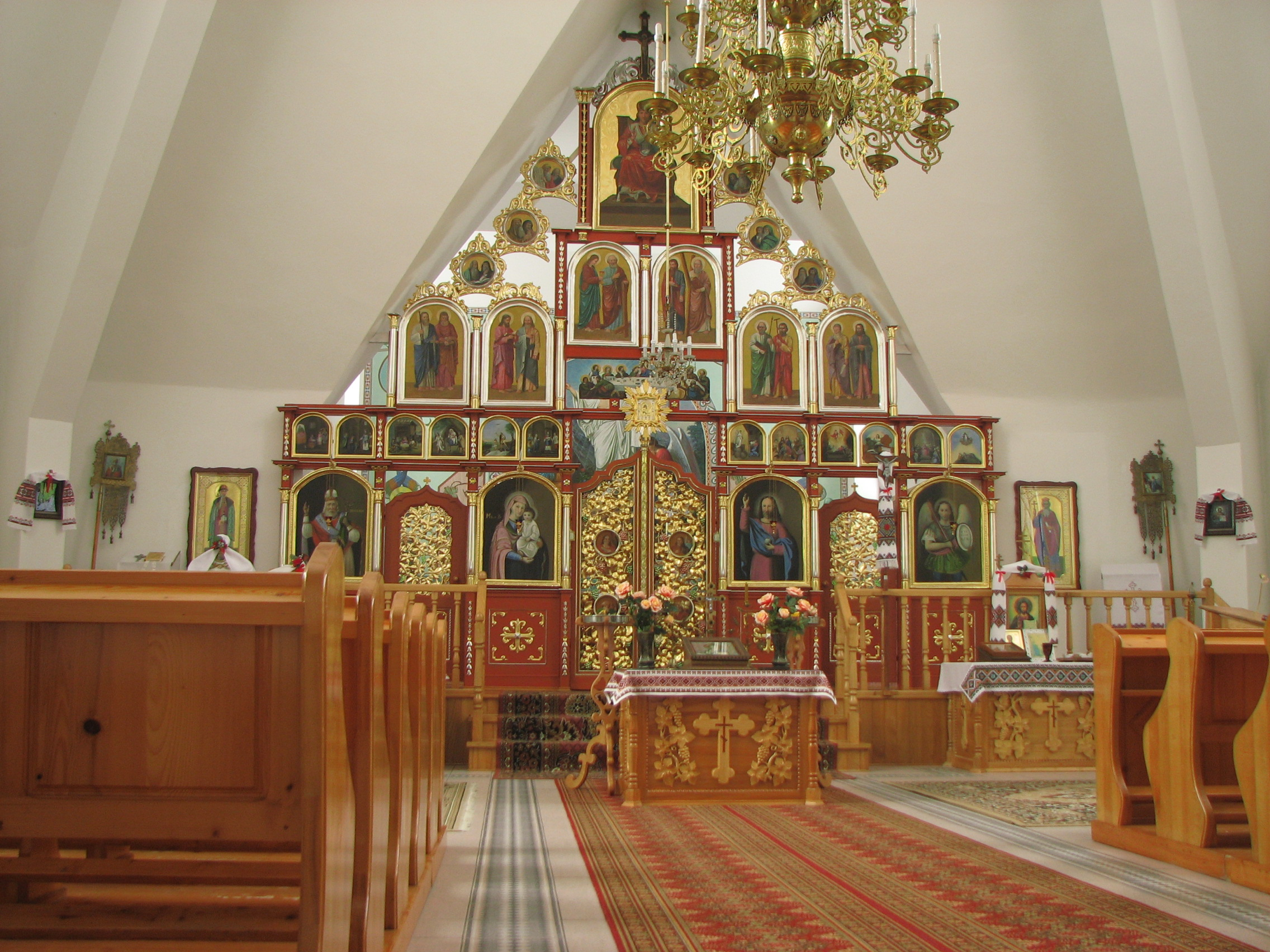
Wnętrze cerkwi
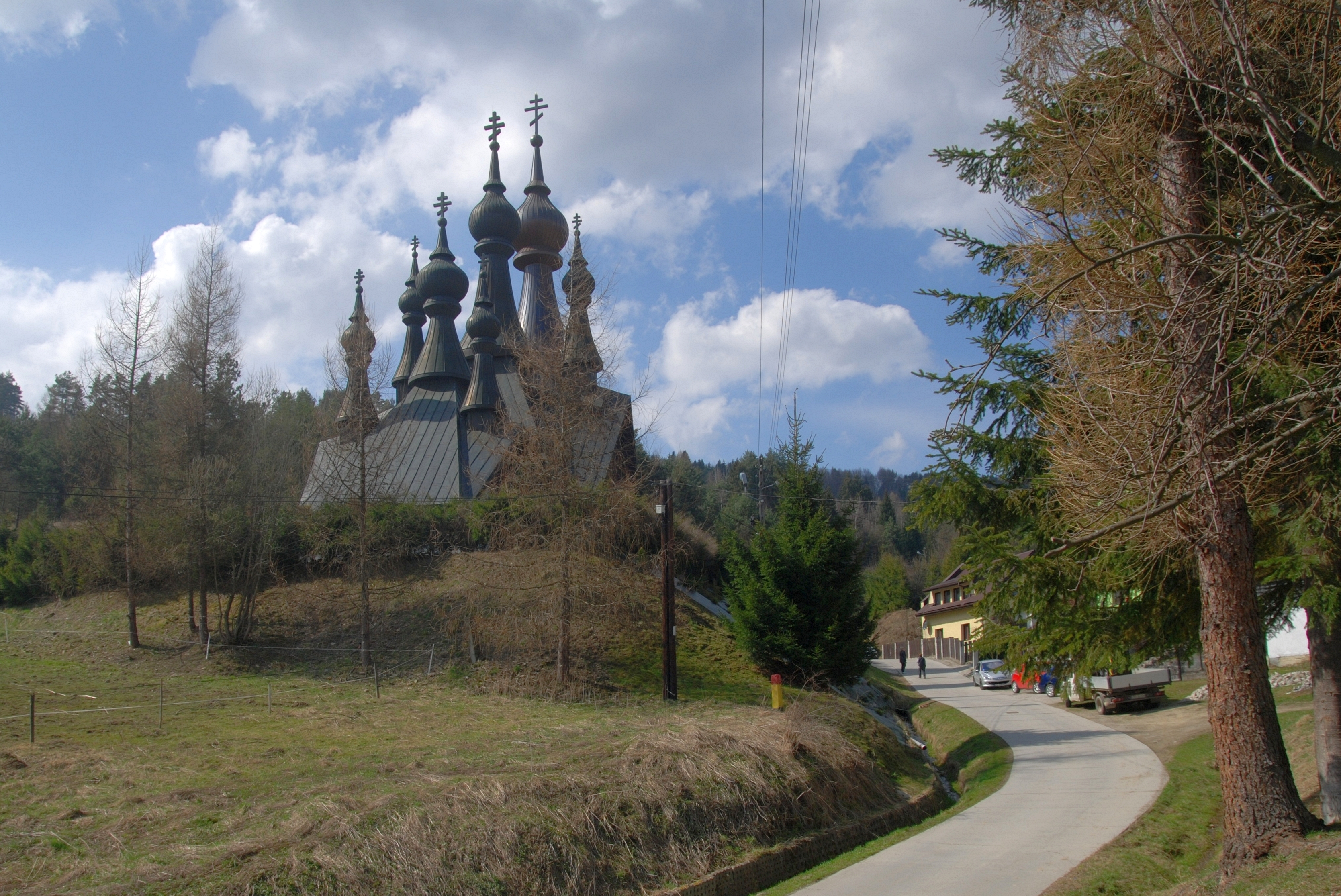
Widok ogólny
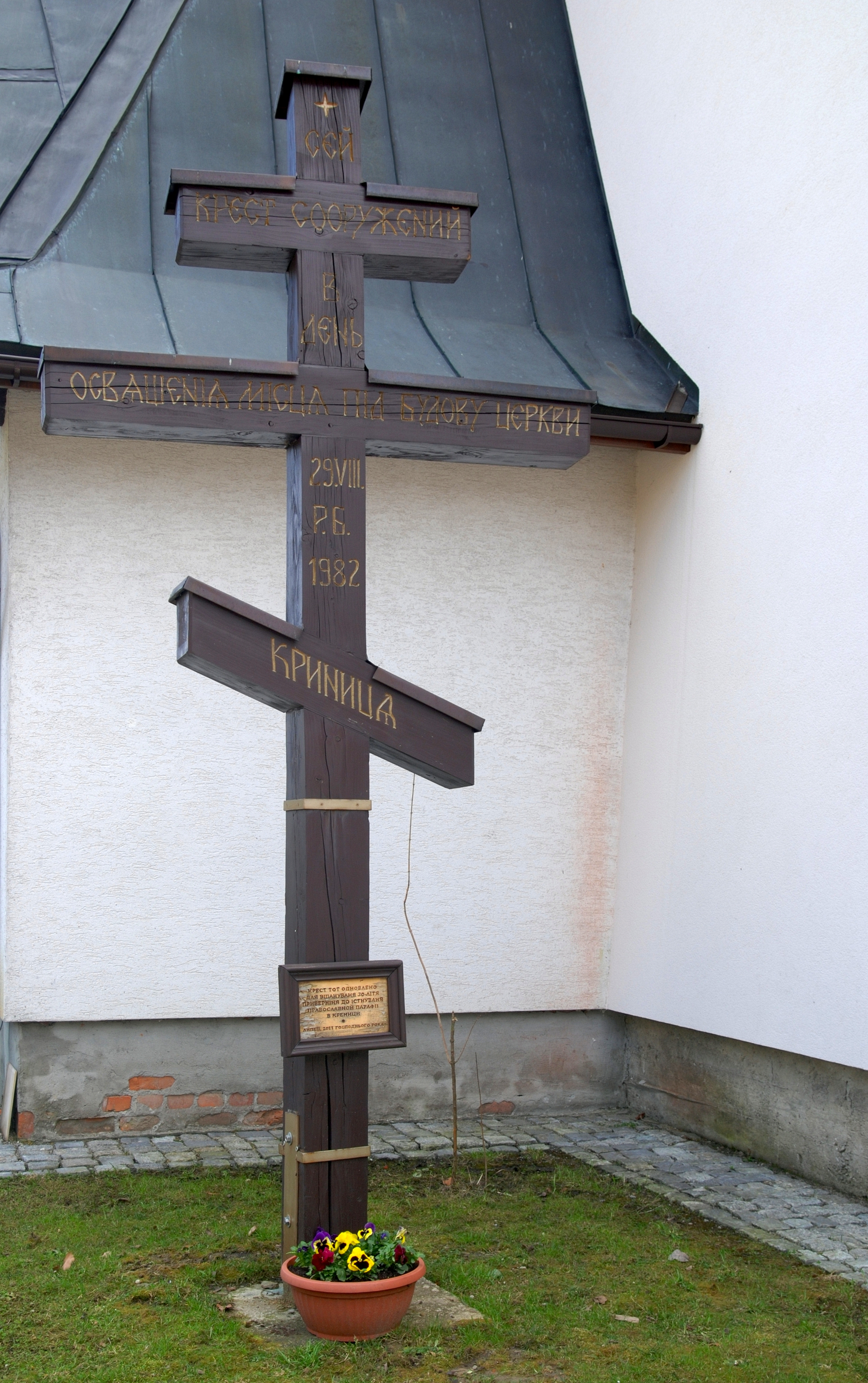
Otoczenie
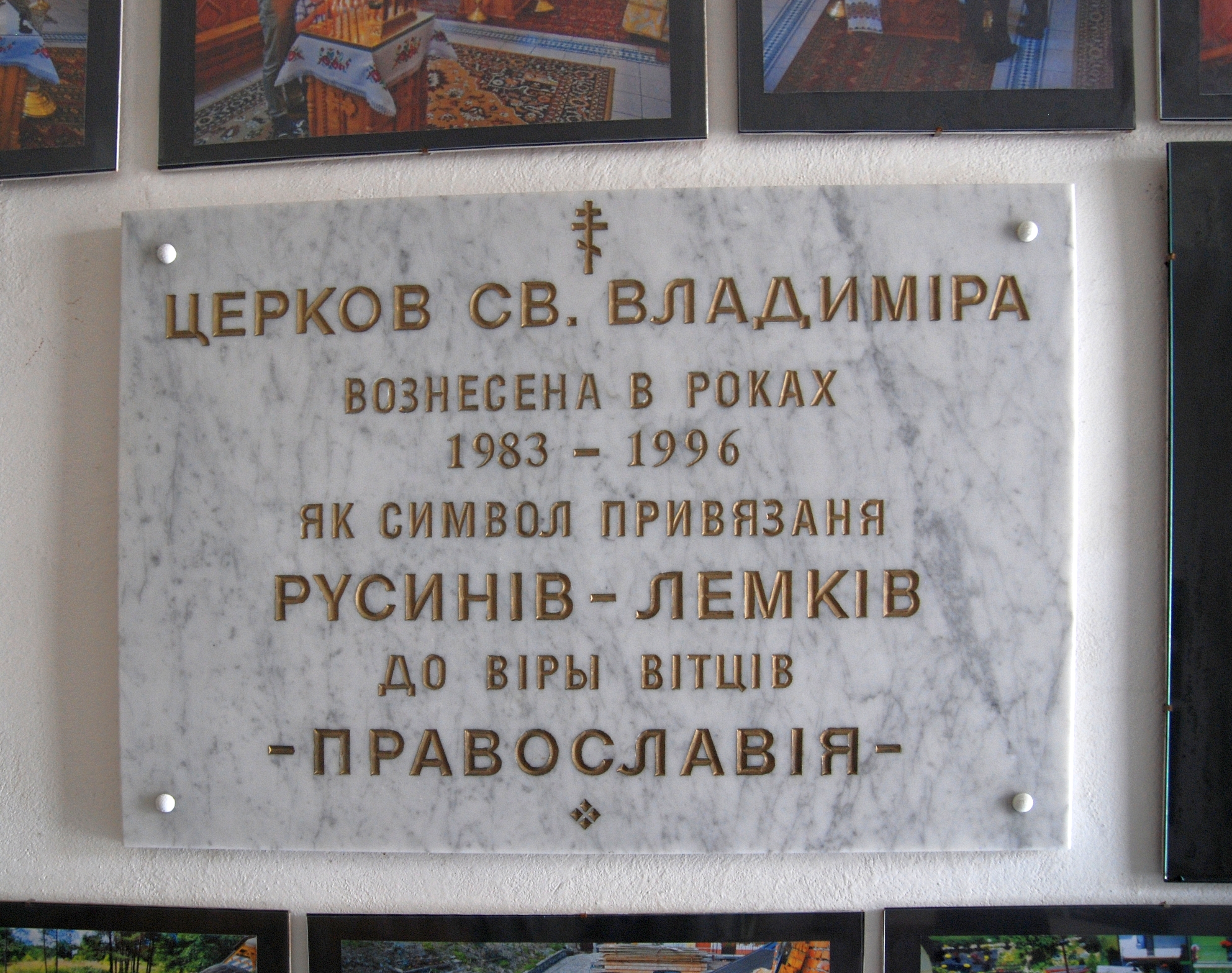
Tablica
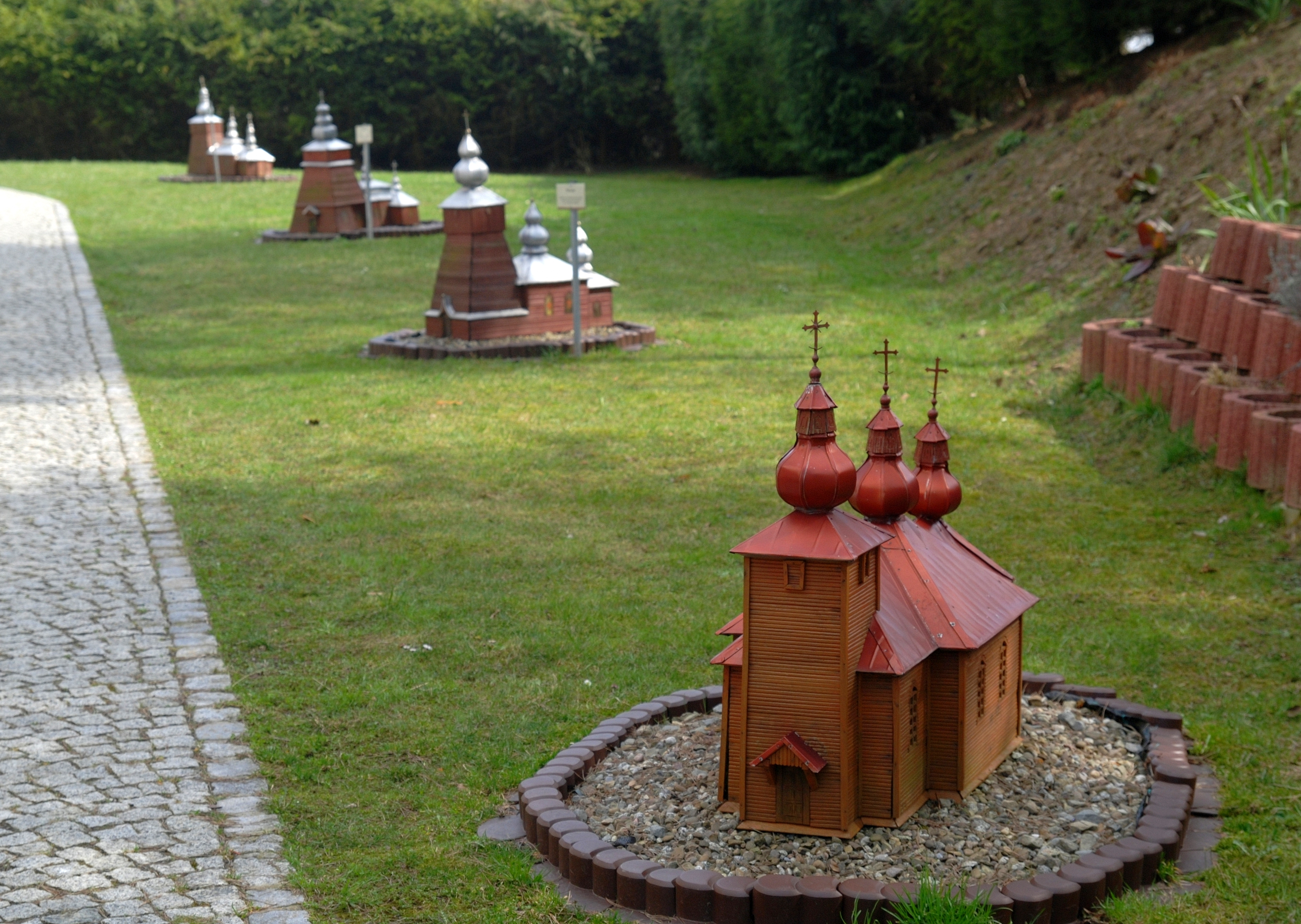
Otoczenie